# ارزش (بازاریابی)
ارزش (بازاریابی) یا ارزش ادراکی مشتری عبارت است از تفاوت بین منافع و هزینه های کلی یک محصول یا خدمت. منافع کلی یک محصول یا خدمت عبارت است از ارزش مالی درک شده آن محصول یا خدمت. درحقیقت منافع کلی یک محصول، مجموع منافع ناشی از محصول، خدمات همراه محصول، مزایای شخصی خرید و استفاده از محصول و مزایای نام تجاری محصول است. هزینه‌های کلی مشتری عبارت است از هزینه‌های ناشی از جستجو، خرید، استفاده و کنار گذاشتن محصول. هزینه‌های کلی یک محصول در حقیقت مجموع هزینه‌های مالی، زمانی، فیزیکی و روانی مشتری است.